# 戰鎚40000：破曉之戰II-天譴
《战锤40000：战争黎明II-报应》（Warhammer 40,000: Dawn of War II – Retribution）是一款根基於桌面战棋游戏《战锤40000》的即時戰略遊戲。它是《破曉之戰II》繼《渾沌再起》後的第二張資料片（可獨立執行）。在這張資料片中增加了新陣營星界軍，最後戰役模式中則增加了屬於星界軍的英雄——将军。遊戲由加拿大遗迹娱乐公司開發，THQ發行。

## 戰役模式
和之前的系列作不同，《天譴》提供了全部六個陣營（星際戰士、混沌星際戰士、神靈族、歐克蠻人、星界軍、泰倫蟲族）的戰役。每個陣營的戰役遊戲在進行的過程是十分相似的，玩家會在相同的地點奮戰，不過最後會有各自不同的結局。
在戰役中，玩家將會在叢林星球泰芬‧普瑞馬利斯（Typhon Primaris）、沙漠行星卡德利（Calderis）、星區首府美里迪恩（Meridian）、冰封行星奧雷利亞（Aurelia）、太空遺跡腐屍審判號（Judgement of Carrion）等地點戰鬥。此外，曾在以前提到的行星，血鴉戰團第3連連長加百列‧安傑羅（Gabriel Angelos）的家鄉塞立尼（Cyrene）也將成為戰場，塞立尼在《破曉之戰》系列的故事開始以前就已經被審判官完全摧毀，現在只是荒涼、毫無生命的死星。泰芬稍候也因帝國的滅絕令（Exterminatus）而被毀滅。
關於前作的主角指揮官和他的戰友們，哨兵士官賽瑞斯（Cyrus）以及科技戰士馬特勒斯(Martellus)加入了榮譽護衛阿波羅‧迪奧梅蒂斯（Apollo Diomedes）討伐叛徒的隊伍，阿波羅團隊的一員，無名而沈默的戰士遠古（Ancient）則是塔庫斯（Tarkus），指揮官本人、撒迪厄斯（Thaddeus）和阿維圖斯（Avitus）確切的下落不明。智庫館長裘納（Jonah）和安傑羅一起對抗凱拉斯(Chapter Master Azariah Kyras)，並且在最後的戰鬥中犧牲。雖然前作中墮落的人並未被直接指名出來，在戰役中塔庫斯士官還是給出了一些提示：塔庫斯曾與叛徒在克羅諾斯（Kronus，《暗黑聖戰》發生的星球）上一同作戰，這名叛徒受了凱拉斯的影響而墮落，最後塔庫斯殺了這名叛徒。
《天譴》的故事劇情在前作《渾沌再起》的十年後展開，高等惡魔烏凱爾已經被先前玩家的角色，指揮官所擊敗，可是奧雷利亞次星區仍然遍布烽火。血鴉戰團的加百列‧安傑羅被墮落的戰團長凱拉斯冠上叛徒之名，為了不要牽連弟兄們，他躲藏起來並集結了一些夥伴來對抗戰團叛徒。
由於異星人持續擾亂著這個星區，帝國於是決定向此地進軍，派遣星界軍解決異星人的威脅。大部分部隊已經部署到曾經遭受泰倫蟲族入侵的叢林星球泰芬。然而，經過多年纏鬥以後，帝國決定結束這些紛擾，審判庭對這個次星區下達了滅絕令，不久整個奧雷利亞地區就會完全被摧毀，不會有任何生命留下。

## 多人遊戲
在多人遊戲中增加了星界軍這一新陣營，他們的特色是擁有數量龐大但是脆弱的步兵以及各種強大的坦克載具。並且，和先前的《渾沌再起》不同，玩家只要購買了《天譴》就能在線上遊戲中使用所有的陣營（包含最後戰役）。舊有的各個種族各自獲得了一個新單位，星際戰士獲得了侵略者坦克（Land Raider tank）、混沌星際戰士獲得了噪音戰士（Noise Marines）、神靈族有了尊者（Autarch）、歐克獸人有了戰鬥要塞（Battlewagon）、泰倫蟲族有了群蟲之王（Swarmlord）。某些種族也增加了新的總體技能（Global Ability）。
至於系統方面，《天譴》不再像之前的遊戲一樣使用Games for Windows – Live平台，改採Steam作為多人遊戲平台。玩家之前在Games for Windows – Live上的遊戲紀錄可以移轉到Steam上。

### 最後戰役
屬於星界軍的英雄——帝國將軍（Lord General）加入了最後戰役的戰場，他能空投部隊或炮塔至戰場以提供支援火力。另外，最後戰役增加了一張新的地圖。玩家只要有《天譴》就能使用所有人物。
在2011年4月20日，最後戰役開始被當作獨立的遊戲販售（對購買了《天譴》的玩家來說最後戰役仍然是內建的）。玩家可以獨立地購買《天譴》的最後戰役，並和其他購買了完整遊戲的玩家一同遊玩。只購買了最後戰役的玩家日後也可以購買並升級至完整的《天譴》遊戲。
在2011年10月15日，遗迹娱乐发布了一份《最后战役》新角色的开发视频，此新人物鈦星人是身着XV8危机战斗服的钛星指揮官（Tau Commander）。此人物自10月21日起可以購買使用。钛星指挥官非常善于远程射击，但是在肉搏戰中十分貧弱，甚至無法造成任何傷害。為了補償這點，指揮官有一個內建的“噴射”（Jet）能力，可以讓他快速的跳離戰場。在戰鬥中指揮官除了依藉自身強大的火炮以外，他也能呼叫各種用途的兵蜂（Drones，鈦星人的小型无人战斗器）加入戰鬥。
2016年3月11日，遗迹娱乐发布了五年年庆的新资料片，其中包含了新的《最后战役》 死靈族英雄—— 死靈领主（Necron Overlord）。

## 開發過程
在2010年8月6日時，Relic在開發社群上釋出了一張燃燒的火藥桶的圖片，其標題為“血旗船長”（Kaptin Bluddflagg）。接著在8月16日時，Relic釋出了該圖片的完整版——一個踩著火藥桶的歐克獸人，也就是後來出現在遊戲中的血旗船長。
2010年8月17日，關於新的資料片《天譴》的資訊正式發布，其中提到遊戲的發售日會在2011年第1季，以及將有多個種族的戰役，新地圖和新單位會增加到遊戲裡。
2010年9月15日，Relic宣佈《天譴》將不再使用Games for Windows – Live平台並改用Steamworks作為主要而且唯一的遊戲平台。這讓遊戲完全的獨立，而且可以選擇所有陣營（《渾沌再起》需要《破曉之戰II》才能在多人遊戲中使用原先的4個種族），玩家在先前的遊戲戰役中培養的角色也不會移轉到新遊戲中。新的多人連線搜尋遊戲的機制將為《天譴》而專設。根據Relic的說明，使用Steam系統可使玩家可以邀請Steam好友至多人遊戲並享有更快的遊戲搜尋速度。至遊戲BETA版前後Relic不時釋出關於戰役英雄和新單位的消息。
2011年1月6日，《天譴》正式開放預購，玩家可以預購各個種族特有的遊戲包（這些遊戲包在戰役中增加了獨特的裝備給玩家使用，除此以外和一般版相同）和典藏版（Collector's Edition，包含所有種族包的獨有內容）。
2011年1月31日，《天譴》開放BETA版給特定的記者、重要的社群管理員、以及THQ團隊試玩。2月1日時，於1月25日以前註冊在《天譴》網站上或預購了遊戲的玩家都可以獲得BETA版。2月8日，只要曾透過Steam購買《破曉之戰》任一遊戲的Steam玩家都能下載到BETA版。BETA版一直持續到太平洋時區的2月24日24點才結束。
2011年3月1日，《天譴》在北美發行，3月4日在世界發行。

## 額外內容
除了一般的遊戲包以外，遊戲的6個陣營都分別有自己的種族包，其中額外包含有在《天譴》戰役中可使用的特殊裝備。歐克蠻人種族包只在Steam上販售，泰倫蟲族包只在THQ線上商店上販售，其餘種族包則可在任何的電子遊戲商店中購得。不過這些內容在遊戲釋出後會以追加下載（DLC）供玩家使用。購買典藏版可以獲得所有種族包的特殊裝備。
Relic另外又在2011年3月10日釋出消息，表示典藏版將有新的內容。
在3月31日，Relic發布了新的追加下載消息：星際戰士暗黑天使戰團（Dark Angels）。透過這份追加下載，玩家在多人遊戲中可以把一般的星際戰士替換成暗黑天使的模型。此份下載於4月6日開始販售，同時最後戰役也增加了新物品。購買了典藏版的玩家可以免費獲得暗黑天使戰團的追加下載。

## 評價
和前作《渾沌再起》相似，絕大多數評分給了相當於8/10至9/10之間的分數。
在戰役方面，GameSpot稱讚道「任務目標比原先的《破曉之戰II》更豐富多變了，原先的《破曉之戰II》裡你會在同一張地圖裡進行多次遊戲，而且目標通常是保護發電機或打敗某個頭目。在《天譴》裡，你在戰役中只會在一張地圖裡進行一次任務，只有一個額外的發電機防禦任務。有些《天譴》的頭目戰有了更多變化性」。還有一些評論認為雖然有6個種族的戰役可選很好，不過讓劇情表現有點差，GameSpy寫道「給你很多選擇（關於有多個種族可選）實在是一項聰明的作法，但是它導致了比之前的《破曉之戰II》系列作弱的敘事性。……就算故事不像之前那樣引人入勝，但是遊戲實在令人上癮」、「有這麼多戰役可選種族最棒的地方就是它讓你有個很好的理由一玩再玩」；Eurogamer也說「和《渾沌再起》相較，這讓敘事變得有點平淡，每個種族被硬塞到多半相同的鬥爭裡。」
此外，遊戲的AI受了一些批評，GamePro評道「《破曉之戰II》遭遇戰的AI除了會像重打鼴鼠那樣，攻擊在周遭跑來跑去、一次一個搶奪資源點的單一部隊以外，什麼也不會做。……缺乏有意義的AI尤其讓人生氣，因為它限制住了單人戰役，戰役一點也不像真的RTS」。
至於多人遊戲方面及最後戰役方面，GamePro稱讚「這正是來張新最後戰役地圖的時刻」，IGN的評論者說「無可否認地，多人遊戲一直不是我最投入的部份……但是它仍然是故事以外的好娛樂。」
而關於新的星界軍，GamePro說「使他們（星界軍）成為《天譴》的新種族是個有趣的主意：現在《破曉之戰II》有點《英雄连》的感覺了」，在總結時則說「星界軍棒透了」。IGN的評論者寫道「每支軍隊的玩法都很不一樣，讓遊戲重覆性不會太高，像我一樣的戰鎚迷一定會激賞能夠玩他們最愛的軍隊這點。以我來說，我愛的就是新增加的星界軍」。
對於音樂、音效和語音，GameSpot說「配樂和音效大體而言很棒，不過人物語音才是真正的精髓」；IGN總結時寫道「音樂很切合，人物語音恰如其分，爆炸和槍聲都很棒」。
匯總得分方面，《天譴》在GameRankings上的評分是81.68%，而Metacritic上則是81%。整體而言得分良好。

## 外部連結
- 破曉之戰II系列官方網站 （页面存档备份，存于）
- 官方社群 （页面存档备份，存于）